# Carl Rakeman
Carl Rakeman (* 27. April 1878 in Washington, D.C.; † 21. Februar 1965 in Fremont, Ohio) war ein US-amerikanischer Maler und Grafiker.

## Leben und Werk

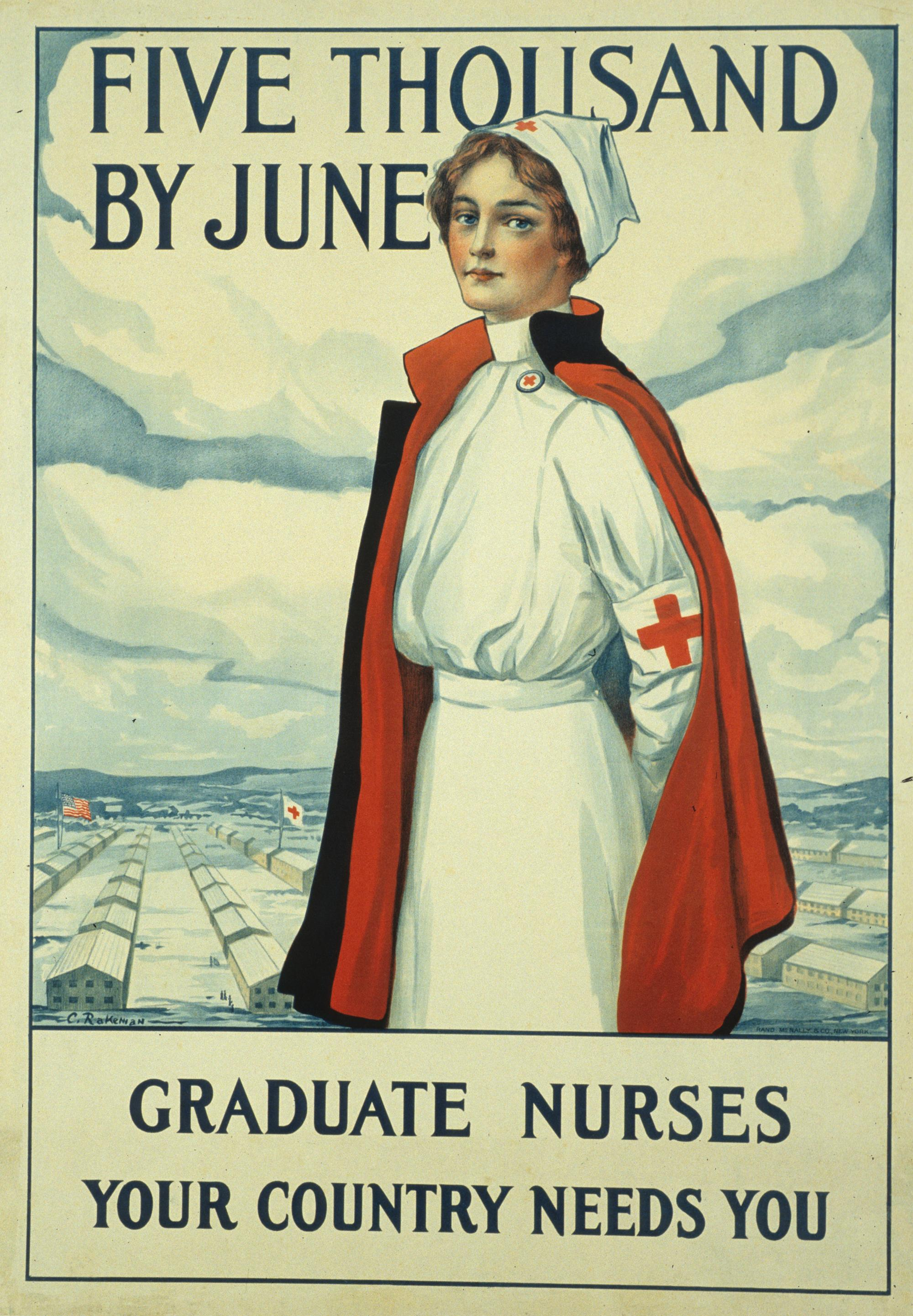
Five Thousand by June, Rot-Kreuz-Plakat, um 1918

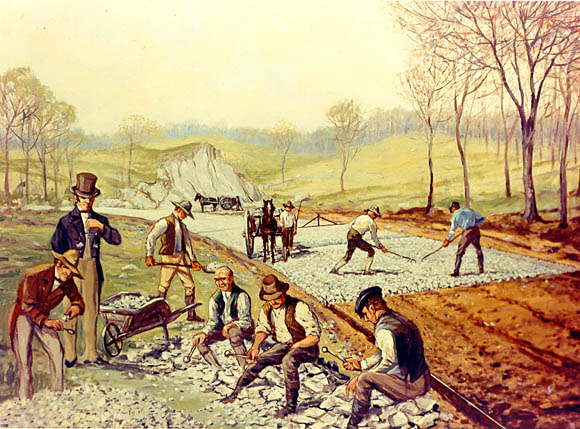
First American Macadam Road (Workers Construct the Boonesboro Pike in 1823), Gemälde für das Bureau of Public Roads, 1920er Jahre

Rakeman, Sohn des aus Melle gebürtigen, 1856 eingewanderten deutschamerikanischen Stillleben- und Wandmalers Joseph Rakeman[n] (1832–1917) und dessen Frau Eva, erhielt eine künstlerische Ausbildung bei seinem Vater, der zeitweise dem Maler Constantino Brumidi assistiert hatte, und an der Corcoran School of Art seiner Vaterstadt. Außerdem studierte er in Düsseldorf, München und Paris. Im Jahr 1913 wählte Eliphalet Frazer Andrews, ehemaliger Direktor der Corcoran School of Art, Rakeman unter den Schülern aus, um Porträts des Präsidenten Rutherford B. Hayes und dessen Gattin zu kopieren. Eine weitere frühe Auftragsarbeit war um 1918 die Gestaltung eines Plakats für das Amerikanische Rote Kreuz. Am 12. Dezember 1919 heiratete Rakeman Linda Heinline, Tochter von William Heinline aus Sandusky County, Ohio.
1921 wurde er Angestellter des Landwirtschaftsministeriums der Vereinigten Staaten, welches seinerzeit auch das Bureau of Public Roads dirigierte, eine Vorgängerorganisation der Federal Highway Administration. Dort war Rakeman dafür zuständig, Exponate für verschiedene Ausstellungen und Messen herzustellen, insbesondere für die Brazilian Exposition (1922), die A Century of Progress in Chicago (1933), eine internationale Ausstellung in Paris, die Golden Gate International Exposition in San Francisco (1939) und die New York World’s Fair (1939/1940). Außerdem malte er im Laufe seiner Beschäftigung 109 Bilder mit Darstellungen von historischen Land- und Fernstraßen sowie Eisenbahnen der Vereinigten Staaten. Im Senate Committee Room on Appropriations des Kapitols schuf er als Wandfresken Lünette über Fenstern, Türen und Kamin, auf denen die Generäle George Washington, Anthony Wayne, Joseph Warren und Horatio Gates porträtiert sind. Außer in Washington sind Werke von ihm im U.S. Soldiers Home (Tennessee), im Ohio State House (Columbus) und im Hayes Memorial Museum erhalten. 1952 schied Rakeman aus dem Dienst für das Bureau of Public Roads aus. Er zog sich nach Fremont in Ohio zurück, wo er 1965 starb.